# The Banksy Job
The Banksy Job é um documentário de 2016, dirigido por Ian Roderick Gray e Dylan Harvey. O mesmo relata como Andy Link (AK47), autodenominado "terrorista da arte", roubou a escultura de Banksy, The Drinker.
O Indiegogo financiou o filme, por meio de contribuição colaborativa, em 2015. O mesmo estreou no Festival de Cinema de Tribeca em abril de 2016. Link tentou participar do festival, mas foi-lhe negado o visto por causa de seu histórico criminal.

## Elenco
- Andy Gibbins (Banksy)

Gibbins interpreta Banksy, um artista de rua britânico. Suas obras abordam causas sociais e políticas, podendo serem encontradas em diversos locais do Reino Unido. A escultura The Drinker é semelhante a O Pensador, de Auguste Rodin, porém apresenta um cone de tráfego como chapéu. A mesma estava posicionada em uma praça na West End.
- A.K. Forty‑Seven (AK47)

Forty‑Seven interpreta Andy Link (AK47). Link comprou uma cópia da arte de Banksy por £75 e pediu, por meio de um amigo, que o grafiteiro autografasse-a, no entanto o mesmo se recusou. Assim, ele e seus amigos roubaram a estátua de Banksy contestando que a negação foi um desrespeito.
- Giles Alderson (Booker)
- Daniel Nettleton (policial)
- Phil Dickson‑Earle

## Recepção
Alex Needham, do The Guardian, deu ao filme duas de cinco estrelas. Ele escreveu que "pode entreter os admiradores de Banksy, a recriação elaborada do incidente e suas consequências surfa fatos e ficção de uma maneira moderadamente interessante. Mas nunca nos convence que essa história valesse a pena ser contada". Needham também criticou a personagem AK47, escrevendo que "ele não diz nada de divertido, ou mesmo interessante, no decorrer de todo o filme".
John DeFore, do The Hollywood Reporter, fez uma avaliação mais positiva do documentário, dizendo que seria interessante para os fãs de Exit Through the Gift Shop. Ele elogiou a retratação cinematográfica do crime como "engraçada" e os desenvolvimentos subsequentes como "não menos divertidos". Alina Cohen, do Hyperallergic, elogiou o filme por fornecer "um ótimo humor britânico, uma personagem principal e algumas zombarias culturais".